# Нарукавные знаки по подразделениям Вооружённых сил Российской Федерации (2003—2010)
Нарукавные знаки формирований ВС России (иногда неправильно именуемые как шевроны) — нарукавные знаки носятся на правом или левом рукаве формы одежды военнослужащих и предназначены для различия по принадлежности к формированиям вооруженных сил (служб, управлений, организаций, учреждений, объединений, соединений).
| | |                                                                                         | | |  |
| Отдельные должностные лица, органов военного управления и организаций Министерства обороны            | Аппарат Министра обороны | Главное управление кадров Министерства обороны                                          | Главное управление воспитательной работы                                                                          | Главное финансово-экономическое управление Министерства обороны                                                                                |  |
| | |                                                                                         | | |  |
| Направление по взаимодействию Министерства обороны с органами законодательной и исполнительной власти | 12-е Главное управление Министерства обороны | Управление труда и заработной платы гражданского персонала Министерства обороны         | 9-е Центральное управление Министерства обороны                                                                   | Управление Министерства обороны Российской Федерации по контролю за выполнением договоров (национальный Центр по уменьшению ядерной опасности) |  |
| | |                                                                                         | | |  |
| Российская инспекционная группа                                                                       | Военная инспекция Министерства обороны | Финансовая инспекция Министерства обороны                                               | Хозяйственное управление Министерства обороны                                                                     | Управление финансово-экономической деятельности центрального аппарата Министерства обороны                                                     |  |
| | |                                                                                         | | |  |
| Главное управление международного военного сотрудничества Министерства обороны                        | Федеральное управление по безопасному хранению и уничтожению химического оружия при Федеральном агентстве по промышленности                                      | Отдельные должностные лица, органы военного управления и организации Генерального штаба | Главное управление Генерального штаба                                                                             | Главное оперативное управление Генерального штаба                                                                                              |  |
| | |                                                                                         | | |  |
| Главное организационно-мобилизационное управление Генерального штаба                                  | Национальный центр управления обороной | Центр зарубежной военной информации и коммуникации Генерального штаба                   | Главное командование Сухопутных войск                                                                             | Главное командование Военно-воздушных сил |  |
| | |                                                                                         | | |  |
| Московский военный округ                                                                              | Командование Ракетных войск стратегического назначения | Командование Воздушно-десантных войск                                                   | Органы военного управления Космических войск                                                                      | Управление начальника материально-технического обеспечения                                                                                     |  |
| | |                                                                                         | | |  |
| Центральное вещевое управление Министерства обороны                                                   | Главное военно-медицинское управление Министерства обороны | Служба военных сообщений                                                                | Гидрометеорологическая служба                                                                                     | Служба расквартирования и обустройства Министерства обороны                                                                                    |  |
| | |                                                                                         | | |  |
| Государственная экспертиза Министерства обороны                                                       | Главное автобронетанковое управление Министерства обороны | Военно-научный комитет Сухопутных войск                                                 | 22-я армия | 36-я армия |  |
| | |                                                                                         | | |  |
| 41-я армия                                                                                            | 58-я армия | 76-я гвардейская воздушно-десантная дивизия                                             | Военный университет                                                                                               | Военная академия радиационной, химической и биологической защиты                                                                               |  |
| | |                                                                                         | | |  |
| Военно-инженерный университет                                                                         | Общевойсковая академия | Военно-воздушная академия им. Ю. А. Гагарина                                            | Военно-воздушная инженерная академия имени Н. Е. Жуковского                                                       | Военная академия Ракетных войск стратегического назначения имени Петра Великого                                                                |  |
| | |                                                                                         | | |  |
| Военно-медицинская академия имени С. М. Кирова                                                        | Московский военный институт радиоэлектроники Космических войск                                                                                                   | Военный институт радиоэлектроники                                                       | Военный институт повышения квалификации специалистов мобилизационных органов                                      | Государственный институт усовершенствования врачей                                                                                             |  |
| | |                                                                                         | | |  |
| Дальневосточный военный институт                                                                      | Воронежское высшее военное авиационное инженерное училище (военный институт)                                                                                     | Московское высшее военное командное училище                                             | Рязанское высшее воздушно-десантное командное училище имени генерала армии В. Ф. Маргелова                        | Московское суворовское военное училище |  |
| | |                                                                                         | | |  |
| Институт военной истории Министерства обороны                                                         | Федеральный государственный научно-исследовательский испытательный центр радиоэлектронной борьбы и оценки эффективности снижения заметности Министерства обороны | 15-й Центральный научно-исследовательский испытательный институт                        | 30-й Центральный научно-исследовательский институт Министерства обороны                                           | 4-й Государственный центральный межвидовый полигон Министерства обороны                                                                        |  |
| | |                                                                                         | | |  |
| 1-я отдельная стрелковая бригада охраны Министерства обороны                                          | Военная комендатура г. Москвы | Военная комендатура г. Москвы (почётный караул)                                         | Отдельный комендантский полк                                                                                      | Отдельный комендантский полк (почётный караул сухопутных войск)                                                                                |  |
| | |                                                                                         | | |  |
| Отдельный комендантский полк (почётный караул воздушно-космических сил)                               | Отдельный комендантский полк (почётный караул военно-морского флота)                                                                                             | Отдельный салютный дивизион                                                             | Военно-оркестровая служба                                                                                         | Орган управления военно-оркестровой службой |  |
| | |                                                                                         | | |  |
| Московская военная консерватория (военный институт)                                                   | Московское военно-музыкальное училище | Отдельный военный показательный оркестр Министерства обороны                            | Академический ансамбль песни и пляски Российской Армии имени А. В. Александрова                                   | Автомобильная база Министерства обороны |  |
| | |                                                                                         | | |  |
| Автомобильная база Генерального штаба                                                                 | Войсковая часть № 21468 | Войсковая часть № 45813                                                                 | Войсковая часть № 71211 (331-й гвардейский парашютно десантный полк, 98-я гвардейской воздушно-десантная дивизии) | Главный военный клинический госпиталь имени Н. Н. Бурденко                                                                                     |  |
| | |                                                                                         | | |  |
| Центральный военный клинический авиационный госпиталь                                                 | Командование Железнодорожных войск | Войсковая часть № 77999                                                                 | Управление военных представительств                                                                               | Войсковая часть № 10003 |  |
| | |                                                                                         | | |  |
| Ростовский военный институт ракетных войск                                                            | |                                                                                         | | |  |

### Приказы
- Министра обороны Российской Федерации от 8 августа 1996 года № 290 «О введении в действие Положения о военной символике Военно-космических сил»
- Начальника тыла Вооруженных Сил Российской Федерации-Заместителя Министра обороны Российской Федерации от 7 июля 2004 года № 41 «О военных геральдических знаках Военно-медицинской академии имени С. М. Кирова»
- Главнокомандующего Военно-воздушными силами от 10 декабря 2004 года № 491 «О военных геральдических знаках Воронежского высшего военного авиационного инженерного училища (военного института)»
- Главнокомандующего Сухопутными войсками от 1 апреля 2005 г. № 41 «О военных геральдических знаках Военного университета радиационной, биологической и химической защиты имени маршала Советского Союза С. К. Тимошенко»
- Командующего Космическими войсками от 15 апреля 2005 г. № 72 «О военных геральдических знаках Московского военного института радиоэлектроники Космических войск»
- Командующего Ракетными войсками стратегического назначения от 16 апреля 2005 года № 99 «О военных геральдических знаках Военной академии Ракетных войск стратегического назначения имени Петра Великого»
- Главнокомандующего Военно-воздушными силами от 22 апреля 2005 года № 171 «О военных геральдических знаках Военно-воздушной инженерной академии имени профессора Н. Е. Жуковского»
- Главнокомандующего Сухопутными войсками от 29 апреля 2005 г. № 55 «О военных геральдических знаках Общевойсковой академии Вооруженных Сил Российской Федерации»
- Главнокомандующего Сухопутными войсками от 30 апреля 2005 г. № 56 «О военных геральдических знаках Московского высшего военного командного училища»
- Командующего Космическими войсками от 5 июня 2007 г. № 112 «О знаках различия по принадлежности к Военно-космической академии имени А. Ф. Можайского»
- Начальника вооружения Вооруженных Сил Российской Федерации-Заместителя Министра обороны Российской Федерации от 15 марта 2008 года № 4 «О знаках различия по принадлежности к Челябинскому высшему военному автомобильному командно-инженерному училищу (военному институту)»
- Главнокомандующего Военно-воздушными силами от 24 марта 2008 года № 120 «О знаках различия по принадлежности к Челябинскому высшему военному авиационному училищу штурманов (военному институту)»
- Главнокомандующего Военно-воздушными силами от 14 июня 2008 года № 254 «О военных геральдических знаках Тамбовского высшего военного авиационного инженерного училища радиоэлектроники (военного института)»
- Ведомственная геральдика